# 莊拿芬·杜斯山度士
莊拿芬·杜斯山度士·拉美利斯（西班牙語：Jonathan dos Santos Ramírez，發音：[ˈɟʝonatan dos ˈsantos]；巴西葡萄牙语：[ˈʒonatɐ̃ dus ˈsɐ̃tus]；1990年4月26日—），出生在蒙特雷，是一名墨西哥籍巴西裔足球員，現時效力墨西哥球會阿美利加，司職中場。他是前巴西足球員杰拉尔多·多斯桑托斯（以齊齊尼奧（Zizinho）而為人所知）的兒子，亦是基奧雲尼·杜斯山度士和艾達·杜斯山度士的弟弟。

## 早年
杜斯山度士在童年時已經對足球感興趣。他的父親杰拉尔多·多斯桑托斯是一名前巴西足球員，他的母親則是生於墨西哥。他與兄長基奧雲尼·杜斯山度士在法國舉行的賽事中代表蒙特雷上陣，他們的表現讓巴塞隆拿球探留下深刻印象，並在測試後決定將他們帶到拉馬西亞。

## 球會
巴塞隆拿
2008/09球季，杜斯山度士成為青年隊的隊長。在該季，他取得西班牙護照，從而獲得歐盟公民的資格，使他可以代表一隊上陣。2009年夏天，時任巴塞隆拿B隊領隊路爾斯·安歷基選他進入巴塞B隊。然後，時任巴塞隆拿領隊佩普·瓜迪奥拉徵召他參加在英格蘭舉行的季前熱身賽及美國之旅。8月15日，他在西班牙超級盃對畢爾包的賽事中首次獲正式徵召，儘管他最終未有上陣，只是在旁邊觀看。9月5日，他在以1-1戰平馬略卡B隊的賽事中處子上陣。10月28日，他在西班牙國王盃以2-0的比分擊敗利安尼沙的賽事進行至80分鐘時後備入替施度·基達而首次代表巴塞隆拿上陣。11月24日，他在魯營球場以2-0的比分擊敗國際米蘭的賽事進行至92分鐘時入替安德烈斯·恩尼斯達而首次在歐聯上陣。
為了讓巴塞隆拿球員在年底得以休息，祖瑟·哥迪奧拿特意從B隊提拔了四名球員，他們是杜斯山度士、堤亞高·艾簡達拿、盖伊·阿苏林和域陀·華斯基斯。2010年1月2日，他在對維拉利爾的賽事進行至60分鐘時入替安德烈斯·恩尼斯達而首次在西甲上陣。
維拉利爾
2014年夏天，杜斯山度士轉投另一西甲球會維拉利爾，再次和兄長基奧雲尼·杜斯山度士效力同一球會。

## 國際賽
2009年9月30日，杜斯山度士在以1-2的比分不敵哥倫比亞的友賽進行至72分鐘時後備入替帕特里西奧·阿勞霍而首次代表墨西哥上陣。這意昧著他代表國家隊上陣後才於球會賽事處子登場。2010年5月31日，他未獲選入2010年世界盃墨西哥大軍名單。他的父親說基奧雲尼·杜斯山度士對此感到難過，而且聲稱並不肯定他是否會在世界盃上陣。

## 球會數據
| 球會        | 球季     | 聯賽 | 聯賽 | 盃賽 | 盃賽 | 歐洲賽 | 歐洲賽 | 總計 | 總計 |
| 球會        | 球季     | 上陣 | 入球 | 上陣 | 入球 | 上陣   | 入球   | 上陣 | 入球 |
| ----------- | -------- | ---- | ---- | ---- | ---- | ------ | ------ | ---- | ---- |
| 巴塞隆拿B隊 | 2009–10  | 19   | 1    | -    | -    | -      | -      | 19   | 1    |
| 巴塞隆拿B隊 | 總計     | 19   | 1    | -    | -    | -      | -      | 19   | 1    |
| 巴塞隆拿    | 2009–10  | 3    | 0    | 2    | 0    | 1      | 0      | 6    | 0    |
| 巴塞隆拿    | 總計     | 3    | 0    | 2    | 0    | 1      | 0      | 6    | 0    |
| 生涯總計    | 生涯總計 | 22   | 1    | 2    | 0    | 1      | 0      | 25   | 1    |

## 榮譽
巴塞隆拿
- 西甲：2009–10
- 國際足協世界冠軍球會盃：2009

墨西哥
- 美洲金盃 冠軍：2019年

## 外部連結
- （英文）Transfermarkt profile （页面存档备份，存于）